# Kondopoga
Kondopoga (Russisch: Кондопога; Fins: Kontupohja) is een stad in de Russische autonome republiek Karelië met ongeveer 37.000 inwoners.
De stad ligt aan de westoever van het Onegameer (Golf van Kondopoga), dicht bij de monding van de rivier de Soena en het natuurreservaat rond de beroemde waterval Kivatsj. De stad ligt aan de belangrijke spoorweg tussen Moskou en Moermansk, 54 km verwijderd van Petrozavodsk.

## Geschiedenis
Kondopoga werd voor het eerst genoemd in een document uit 1495. Het voornaamste monument van Kondopoga is de houten Maria-Hemelvaartskerk (Oespenskaja tserkov) uit 1774 met een hoogte van 42 meter en met een puntdak. In 1938 kreeg Kondopoga de status van stad.

## Rassenrellen
In de nacht van 29 op 30 augustus 2006 vond er een gevecht plaats in het Tsjetsjeense café Tsjaika, na een ruzie met een Azerbeidzjaanse barman, waarbij twee etnische Russen (volgens sommige bronnen vier) werden gedood door Tsjetsjenen die de barman te hulp waren geschoten. Daarop kwamen volgens de mensenrechtenactivistenbeweging Sova tientallen extreemrechtse jongeren naar de stad. In de nacht van 1 op 2 september ontstonden, na de begrafenis van de eerder gedode Russen, rellen tussen jongeren en de oproerpolitie (OMON), waarbij een restaurant-café, een supermarkt, een bazaar en enkele winkels en andere gebouwen en auto's van Tsjetsjenen werden aangevallen en waarbij geprobeerd werd brand te stichten. Bij botsingen met de politie kwamen twee Russen om het leven.
De politie trad aanvankelijk terughoudend op, maar nadat de autoriteiten de ernst van de situatie inzagen, werden versterkingen van de OMON, MVD, SOBR, FSB en militia gestuurd en organiseerden de autoriteiten een bijeenkomst in het stadhuis. Op 2 september volgde daarop de massale bijeenkomst (ongeveer 2000 mensen) in het stadhuis, waarbij velen eisten dat het stadsbestuur alle mensen die afkomstig waren uit de Kaukasus (met name Tsjetsjenen) de stad uit zou zetten. In de dagen daarop arresteerde de politie 109 relschoppers.
De stadsautoriteiten vroegen toestemming aan de autoriteiten van Karelië om alle Kaukasiërs de stad uit te mogen sturen. In de dagen daarop ontvluchtten honderden Tsjetsjenen en andere mensen afkomstig uit de Kaukasus de stad. Een deel van de relschoppers is afkomstig van de Moskouse groep Beweging tegen illegale immigratie (DPNI), die haar leden onder andere via internet opriep naar de stad te komen. In de tweede helft van september werden een aantal van de politieofficieren, die zich aanvankelijk terughoudend hadden opgesteld bij de rellen, aangeklaagd wegens nalatigheid.

## Geboren in Kondopoga
- Larisa Lazoetina, langlaufster